# 達馬爾 (堪薩斯州)
達馬爾（英語：Damar）是一個位於美國堪薩斯州魯克斯縣的城市。

## 地方資料
根據2020年美國人口普查的數據，達馬爾的面積為0.49平方千米，當中陸地面積為0.49平方千米，而水域面積為0.00平方千米。當地共有人口112人，而人口密度為每平方千米228.57人。